# Гранадская война
Гранадская война (исп. Guerra de Granada; 28 февраля 1482 — 2 января 1492 года) — заключительный этап в противостоянии христианских и мусульманских правителей на территории Иберийского полуострова. Завершилась победой христиан и концом Реконкисты. Десятилетняя война не была непрерывным процессом, а представляла собой серию кампаний, начинавшихся обычно весной и прерывавшихся в зимний период. Жители Гранадского эмирата были разобщены из-за внутреннего конфликта и гражданской войны, в то время как христиане, как правило, были едины. Война также характеризовалась эффективным использованием артиллерии со стороны христиан, что позволяло им быстро захватывать города, которые в противном случае пришлось бы длительно осаждать. Кульминацией войны стало падение Гранады в 1492 году. Война была совместным проектом Фердинанда II Арагонского и Изабеллы I Кастильской. Поскольку большая часть войск и средств для ведения войны поступили из Кастилии, Гранада была присоединена к кастильским землям. Несмотря на то, что Гранадский эмират прекратил своё существование, значительная часть его мусульманского населения (около полумиллиона) — мориски — остались в Испании, что продолжало приводить к столкновениям на религиозной почве вплоть до депортации морисков в 16 веке.

## Иберия и Аль-Андалус в конце XV века
К концу XV века Гранадский эмират оставался единственным мусульманским государством Аль-Андалуса (арабское название Иберии). Другие мусульманские княжества (тайфы) некогда могущественного Кордовского халифата были уже завоеваны христианами. При этом пессимизм относительно будущего Гранады сформировался задолго до её падения. Тем не менее, Гранада на тот момент была все ещё богата и могущественна, а христианские государства разделены и воевали между собой. Ситуация вокруг Гранады стала ухудшаться после смерти эмира Юсуфа III в 1417 году. С этого времени Гранада находилась в почти постоянном состоянии тлеющей гражданской войны. Родовые связи среди местных мусульман были сильнее верности эмиру, что сильно затрудняло консолидацию власти. Часто единственной территорией, подконтрольной эмиру, был сам город Гранада. Время от времени эмир даже не контролировал весь город, а занимал лишь дворец Альгамбра и Альбайсин — наиболее важный район Гранады.
Внутренняя борьба в значительной степени ослабила государство. Экономика пришла в упадок, когда ранее всемирно известный фарфор Гранады получил конкурента в лице фарфора из Манисеса, недалеко от Валенсии. Несмотря на ослабление экономики, налоги по-прежнему были высоки, что было обусловлено необходимостью содержания большой армии. Простые жители города платили в три раза бо́льшие налоги, чем кастильцы. Высокие налоги, введённые эмиром Абуль-Хасаном Али (1464—1485), в значительной степени способствовали его непопулярности. При этом эти налоги позволяли поддерживать мощь армии, в частности, Хасан был успешен в подавлении христианских восстаний в своих землях.
Граница между Гранадой и кастильскими землями в Андалусии находилась в постоянном движении. Взаимные рейды через границу были обычным явлением, как и смешанные союзы между местными дворянами по обе стороны границы. Отношения между христианами и мусульманами регулировались случайными перемириями и требованиями дани с каждой из сторон. Центральные правительства Кастилии и Гранады предпочитали не вмешиваться.
Король Энрике IV Кастильский умер в декабре 1474 года, что положило начало Войне за кастильское наследство между дочерью Энрике Хуаной Бельтранеха и сводной сестрой Энрике Изабеллой. Война бушевала с 1475 по 1479 год, противопоставив сторонников Изабеллы и Короны Арагона сторонникам Хуаны в лице Португалии и Франции. За время войны граница с Гранадой оставалась практически беззащитной: кастильцы даже не потрудились потребовать возмещения за мусульманский рейд 1477 года. Перемирия заключались в 1475, 1476, 1478 и 1479 годах. Война за кастильское наследство завершилась победой Изабеллы. Её свадьба с Фердинандом Арагонским в 1469 году означала объединение двух мощных королевств Кастилии и Арагона, что являлось прямой угрозой существованию Гранадского эмирата.

## Провокации и ответные меры
Перемирие 1478 года ещё формально действовало, когда Гранада предприняла неожиданную атаку против Захары в декабре 1481 года, отвечая на христианский рейд. Город пал, а население было уведено в рабство. Эта атака стала поводом для развязывания войны: провоенные силы в Кастилии использовали её, чтобы начать агитацию в пользу решительных ответных действий. Захват Альхамы христианским отрядом и его последующее одобрение королевской четой Кастилии обычно считают формальным началом Гранадской войны. Абуль-Хасан попытался вернуть Альхаму в марте, но потерпел неудачу. Подкрепление, пришедшее из Кастилии и Арагона, предотвратило возможность сдачи Альхамы и в апреле 1482 года. Король Фердинанд лично принял командование армией у Альхамы 14 мая 1482 года.
Христиане попытались осадить Лоху, но не смогли взять город. В день снятия осады сын Абуль-Хасана, Абу-Абдуллах, или Боабдиль, восстал против отца и провозгласил себя эмиром Мухаммадом XII. Война продолжилась в 1483 году, когда брат Абуль-Хасана аз-Загалл разбил большую христианскую армию в холмах Ахаркия к востоку от Малаги. Тем не менее, в Лусене христиане смогли победить и пленить Боабдиля. Фердинанд II и Изабелла I ранее не были намерены завоевывать всю территорию Гранадского эмирата. Захват Боабдиля, однако, Фердинанд решил использовать как способ покорить Гранаду. В письме в августе 1483 года Фердинанд написал: «Чтобы покорить Гранаду и уничтожить её Мы решили освободить его… Он [Боабдиль] ведёт войну с отцом.» С освобождением Боабдиля — теперь тайного христианского союзника — гражданская война в Гранаде продолжилась. Гранадский летописец отметил, что пленение Боабдиля стало «причиной разрушения отечества».
В 1485 году Боабдиль был изгнан из Альбайсина — центра его власти в Гранаде, — братом Абуль-Хасана аз-Загаллом. Аз-Загалл провозгласил себя эмиром и изгнал брата, который умер вскоре после этого. Боабдиль был вынужден бежать под защиту Фердинанда и Изабеллы. Продолжающееся размежевание среди мусульман облегчило христианам захват западных территорий эмирата. В 1485 году всего за 15 дней пала Ронда, что предрешило судьбу Марбельи — базы гранадского флота, — которая вскоре также перешла в руки христиан.
Боабдиль вскоре вновь заявил о своих правах на Гранаду. В течение следующих трех лет он де-факто выступал в качестве одного из вассалов Фердинанда и Изабеллы. Он пообещал признать зависимость Гранады от Кастилии взамен на титул герцога.

## Взятие Малаги
Малага, главный морской порт Гранадского эмирата, в 1487 году стал главной целью кастильских войск. Эмир аз-Загалл двигался слишком медленно, чтобы воспрепятствовать осаде города и был не в состоянии преследовать христианские армии из-за продолжавшейся гражданской войны. Даже после того, как он покинул Гранаду, чтобы прийти на помощь Малаге, он был вынужден оставить войска в Альгамбре, чтобы защититься от Боабдиля и его сторонников.
27 апреля 1487 года пала Велес-Малага, капитулировавшая под влиянием местных сторонников Боабдиля. Осада Малаги началась 7 мая 1487 года и продлилась до 18 августа 1487 года. Командир местного гарнизона Хамад аль-Тагри предпочел смерть капитуляции, а африканский гарнизон и христианские ренегаты упорно сражались, опасаясь последствий поражения. Ближе к концу осады знатные жители Малаги предложили сдаться, но Фердинанд отказался, ожидая более щедрых уступок. Когда город, наконец, пал, Фердинанд наказал почти всех жителей за их упорное сопротивление обращением их в рабство, в то время как ренегаты были сожжены заживо. Евреи Малаги, однако, были избавлены от наказания — кастильские евреи выкупили их из рабства.
Историк Уильям Прескотт считает падение Малаги наиболее важной частью войны. Малага была главным портом Гранады, и Гранада не могла продолжать независимое существование без него.

## Взятие Басы
Престиж аз-Загалла серьёзно пострадал от падения Малаги, и Боабдиль занял все города Гранады в 1487 году. Он также контролировал северо-восток эмирата (города Велес-Рубио, Велес-Бланко и Вера). Аз-Загалл по-прежнему контролировал Басу, Гуадикс и Альмерию. Боабдиль не предпринимал никаких действий, пока христианские войска занимали некоторые из его земель, возможно, предполагая, что они в ближайшее время будут возвращены ему.
В 1489 году христианские войска начали мучительно долгую осаду Басы, самого важного оплота аз-Загалла. Осада затянулась: артиллерия оказалась неэффективна, а снабжение армии вызвало огромный дефицит бюджета кастильцев. Изабелла лично явилась в осадный лагерь, чтобы помочь сохранить боевой дух дворян и солдат. После шести месяцев осады аз-Загалл сдался, несмотря на целостность большей части его гарнизона. Он убедился, что христиане всерьез собираются завершить осаду, и посчитал, что шансов на спасение нет. Басе были предоставлены щедрые условия капитуляции, в отличие от Малаги.

## Падение Гранады
С падением Басы и пленением аз-Загалла в 1490 году, казалось, война должна была закончиться. Фердинанд и Изабелла рассчитывали на это. Тем не менее, Боабдиль был недоволен своими выгодами от союза с Фердинандом и Изабеллой, возможно, потому, что земли, которые были обещаны, по-прежнему оставались под властью Кастилии. Он отозвал свою вассальную клятву и восстал против католических монархов, несмотря на то, что контролировал только город Гранаду и горы Альпухарры. Было ясно, что такая позиция несостоятельна в долгосрочной перспективе, поэтому Боабдиль разослал отчаянные просьбы о внешней помощи. Султан Египта ан-Насир Мухаммад мягко упрекнул Фердинанда за Гранадскую войну, но мамлюки, правившие Египтом, были в ожидании войны с турками. Кастилия и Арагон были врагами турок, поэтому султан не имел никакого желания провоцировать их переход на сторону Стамбула. Боабдиль также просил помощи от королевства Фес, но ответа не получил. Северная Африка по-прежнему продавала Кастилии пшеницу и потому ценила поддержание хороших торговых отношений с ней. В любом случае Гранада больше не контролировала береговую линию, поэтому была не способна принять внешнюю помощь.
Восьмимесячная осада Гранады началась в апреле 1491 года. Ситуация для защитников становилась все тяжелее: их ряды сокращались, а местные сановники интриговали друг против друга. Продажность чиновников негативно сказывалась на обороне: по крайней мере один из главных советников Боабдиля работал на Кастилию. 25 ноября 1491 года был подписан мирный договор, реализация которого началась лишь через два месяца. Причиной длительной задержки была не столько непримиримость защитников города, а, скорее, неспособность правительства Гранады координировать свои действия в разгар беспорядков и волнений, охвативших город. После принятия условий капитуляции 2 января 1492 года город сдался, и христианские войска вступили во дворец Альгамбра. Гранадский эмират — последний оплот мусульман на Пиренеях — прекратил своё существование.

## Тактика и технологии войны
Наиболее заметным аспектом Гранадской войны было активное использование мощных бомбард и пушек, что значительно сокращало время осады городов. Кастильцы и арагонцы начали войну только с несколькими артиллерийскими орудиями, но Фердинанд имел связи с французскими и бургундскими экспертами-артиллеристами, и христиане быстро наращивали свою артиллерию. Мусульмане, напротив, остались далеко позади в использовании артиллерии и пользовались, как правило, только трофейными орудиями. Историк Уэстон Ф. Кук-младший писал: «Порох и артиллерия выиграли Гранадскую войну, другие факторы, на самом деле, были вторичными и производными.» К 1495 году Кастилия и Арагон имели в общей сложности 179 артиллерийских орудий.
Примитивные аркебузы также сыграли свою роль в войне, однако менее значительную. Тяжёлая кавалерия рыцарей также не оказала существенного влияния на исход сражений. Более значимой оказалась лёгкая кавалерия — хинете.

## Последствия
Падение Гранады было воспринято как серьёзный удар по исламу и торжество христианства. Другие христианские государства отправили свои искренние поздравления Фердинанду и Изабелле. В Кастилии и Арагоне были проведены торжества и бои быков.
Условия договора о капитуляции Гранады были довольно мягкими для мусульман. В течение трех лет мусульмане могли эмигрировать и свободно вернуться в город. Им было разрешено иметь оружие, хотя и не огнестрельное оружие, — это условие было аннулировано через месяц после капитуляции. Никто не был обязан менять религию, даже христиане, насильно принявшие ислам. Боабдилю предложили деньги и правление небольшим княжеством в горах Альпухарра.
Боабдиль вскоре посчитал своё положение невыносимым и уехал в Марокко в октябре 1493 года, где и умер через почти 40 лет. В конце концов Кастилия начала поочередно отзывать некоторые из наиболее толерантных условий договора. Этот процесс был инициирован архиепископом Сиснеросом, который приказал сжечь ценные арабские рукописи и реализовал ряд других мер, наносящих ущерб мусульманам и евреям.
Эти действия вызвали Альпухарское восстание морисков, поставленных перед выбором между крещением, изгнанием или казнью. С этого момента Кастилия стала поддерживать значительную военную силу в Гранаде для предотвращения будущих восстаний. Изабелла также укрепила испанскую инквизицию, а Фердинанд организовал инквизицию в Арагоне.